# Stazione di Rorschach Hafen
La stazione di Rorschach Hafen (in tedesco Bahnhof Rorschach Hafen) è una stazione ferroviaria nel comune svizzero di Rorschach sulle linee Sciaffusa-Rorschach e Rorschach-Heiden.

## Storia
La stazione fu attivata il 15 ottobre 1869, in occasione dell'apertura della tratta Rorschach-Romanshorn della ferrovia Sciaffusa-Rorschach, allora appartenente alla Schweizerische Nordostbahn (NOB).

## Strutture e impianti
La stazione dispone di due binari dotati di marciapiede per il servizio passeggeri. La stazione è dotata di un fabbricato viaggiatori sopraelevato e di una pensilina.

## Movimento
La stazione è servita da treni a cadenza semioraria sulla relazione Rorschach - Romanshorn e a cadenza oraria verso Weinfelden (linea S7 della rete celere di San Gallo), treni il sabato e la domenica ogni due ore sulla relazione Rorschach - Lindau-Reutin e treni a cadenza oraria con destinazione Heiden (linea S25 della rete celere di San Gallo).

## Servizi
Nella stazione sono presenti:
- Biglietteria
- Deposito bagagli automatico

## Interscambi
- Fermata traghetto (Rorschach Hafen), traghetti per Lindau, Rheineck, Romanshorn e Wasserburg am Bodensee